# Bacteria del hierro

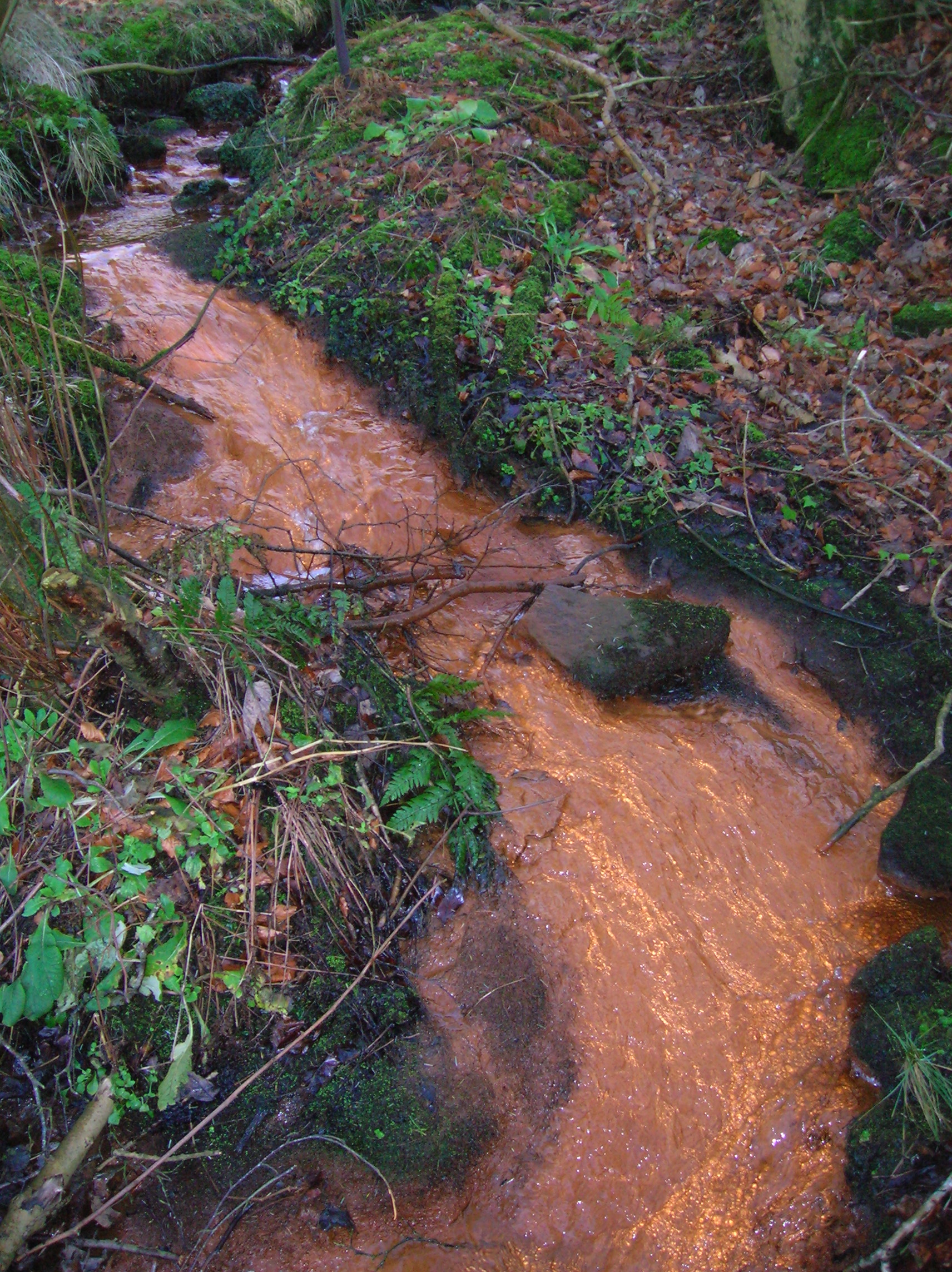
Bacterias del hierro en un regato.

Las bacterias del hierro son bacterias comunes en todo el mundo que obtienen la energía que necesitan para vivir y multiplicarse por oxidación del óxido ferroso  (o los menos frecuentemente disponibles manganeso y aluminio) disueltos.  El óxido férrico resultante es insoluble, apareciendo como un lodo marrón gelatinoso que mancha al contacto y que puede contribuir a la corrosión interna de las tuberías cuando el agua fluye a través de ellas. Estas bacterias pueden vivir y proliferar en agua con un contenido tan bajo como 0,1 mg/l. Sin embargo, necesitan al menos 0,3 ppm de oxígeno disuelto en el agua para llevar a cabo la oxidación. Las bacterias del hierro no dan problemas de salud cuando son ingeridas en el agua, pero le dan un sabor desagradable. La presencia de las bacterias del hierro incrementa la posibilidad de proliferación de las bacterias del azufre.
Algunas de estas bacterias ferrooxidantes son las gallionellales, Mariprofundus ferrooxydans, Acidithiobacillus ferrooxidans y Leptospirillum ferrooxidans.

## Posibles indicadores
Indicios que pueden indicar que hay bacterias del hierro presentes en el agua:
- Sabor y olor. Las bacterias del hierro a menudo producen un mal sabor en el agua a menudo descrito como "pútrido," "aceitoso o petróleo" o "vegetación podrida". El sabor y olor puede ser más acentuado cuando el agua no ha sido usada por algún tiempo. Las bacterias del hierro no producen sulfuro de hidrógeno, el "olor a huevo podrido" pero crean un ambiente donde las bacterias del azufre pueden producirlo.
- Color. Las bacterias del hierro usualmente forman manchas en el agua de color amarillo, naranja,  rojo o marrón. Algunas veces es posible ver en un brillo oleoso los colores del arco iris, como cuando el aceite flota en el agua.
- Depósitos rojizos. Las bacterias del hierro producen un lodo pegajoso que típicamente es de color rojizo, pero que también puede ser de color amarillo, marrón o gris. También puede apreciarse un crecimiento filamentoso cuando el agua está en reposo.

- Datos: Q1082553